# Pördefölde
Pördefölde è un comune dell'Ungheria di 71 abitanti (dati 2001). È situato nella contea di Zala.